# Regeringsformatie België 1923
Na het ontslag van de regering-Theunis I op 15 juni 1923 ging de formatie van een nieuwe Belgische regering van start. De formatie duurde 15 dagen en leidde tot de vorming van de regering-Theunis II.

## Verloop van de formatie

### Val van de regering-Theunis I en raadplegingen van de koning
In januari 1923 nam het Belgisch leger, samen met Frankrijk, deel aan de Ruhrbezetting om Duitsland onder te druk te zetten om de achterstallige herstelbetalingen die het land waren opgelegd na de Eerste Wereldoorlog, op te hoesten. De bezetting leidde ertoe dat de regering-Theunis I, bestaande uit de Katholieke Unie en de Liberale Partij, besloot om de militaire dienstplicht te verlengen van 10 naar 14 maanden. Bovendien leidde de Ruhrbezetting tot een sterke speculatie op de Belgische frank, met een enorme inflatie als gevolg. De verlenging van de dienstplicht was zeer impopulair bij de bevolking en bij antimilitaristische politici, zoals de socialisten en de christendemocratische en Vlaamsgezinde katholieken. De Katholieke Vlaamsche Kamergroep onder leiding van Frans Van Cauwelaert, die de Vlaamsgezinde Kamerleden binnen de Katholieke Unie groepeerde, was enkel bereid om de verlenging van de dienstplicht goed te keuren als het leger werd ingedeeld in eentalige eenheden en als de Rijksuniversiteit Gent volledig werd vernederlandst. Op 14 juni 1923 werd in de Senaat een wetsvoorstel van voormalig premier Charles de Broqueville (katholiek) over de vernederlandsing van deze universiteit gestemd, waarin werd voorgesteld om vier vijfde van de lessen aan de Rijksuniversiteit Gent voortaan in het Nederlands te laten plaatsvinden. Het voorstel werd echter verworpen, waardoor de regering niet op de Vlaamsgezinde katholieken hoefde te rekenen om de verlenging van de dienstplicht goed te keuren. De steun van de Vlaamsgezinden was echter cruciaal, omdat de verlenging naar 14 maanden anders niet door de Kamer zou raken. 
Omdat premier Georges Theunis (katholiek) een afgang in het parlement wilde voorkomen, diende hij de volgende dag het ontslag van de regering in bij koning Albert I. Deze aanvaardde het ontslag en begon dezelfde dag nog aan de audiënties om een oplossing te vinden voor de politieke crisis. Op 15 juni werd Kamervoorzitter Emile Brunet ontboden en op 16 juni ontving de vorst Senaatsvoorzitter Arnold 't Kint de Roodenbeke, ministers van Staat Paul Segers, voorzitter van de Federatie van Katholieke Kringen en Conservatieve Verenigingen, de conservatieve strekking van de Katholieke Unie, en Paul Hymans (liberaal) en de gewezen socialistische minister Joseph Wauters.

### Initiatief van Georges Theunis om een oplossing te vinden voor de regeringscrisis (18 juni - 28 juni 1923)

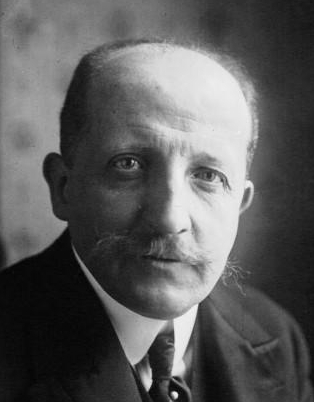
Georges Theunis.

Op 18 juni droeg de koning Georges Theunis op om een nieuwe regering te vormen. De ontslagnemende premier besloot zijn antwoord echter in beraad te houden, hij wilde eerst overleggen met de katholieke en liberale politici om een poging te doen om een overeenkomst te treffen over de kwestie van de verlenging van de dienstplicht en de vernederlandsing van de Rijksuniversiteit Gent. Hiertoe voerde Theunis besprekingen met verschillende katholieke en liberale volksvertegenwoordigers en senatoren, ministers van Staat en voormalige ministers en zetelende ministers.
Op 26 juni legde Theunis in samenspraak met minister van Kunsten en Wetenschappen Pierre Nolf (liberaal) een compromisvoorstel voor over de vernederlandsing van de Rijksuniversiteit Gent. De universiteit werd gesplitst in een Nederlandstalige en Franstalige afdeling. Wie aan de Nederlandstalige afdeling was ingeschreven, zou twee derde van de lessen in het Nederlands krijgen en de overige een derde in het Frans, vice versa voor de Franstalige afdeling. Op het gebied van de dienstplicht stelde Theunis voor om die te verlengen van 10 naar 12 maanden, plus 2 maanden zolang de Ruhrbezetting aan de gang was. De eis van de Vlaamsgezinde katholieken om eentalige legereenheden in te richten, werd niet ingewilligd. Het compromis leidde tot grote ontevredenheid binnen de Vlaamsgezinde katholieken: ze hadden een volledige vernederlandsing van de Rijksuniversiteit Gent nagestreefd en vonden het compromis daarom niet verregaand genoeg.
Op 28 juni spraken zowel de liberale als de katholieke parlementaire fracties hun vertrouwen uit in de voorstellen van Theunis. De liberale minister van Landsverdediging Albert Devèze was het echter niet eens met de plannen met de dienstplicht en wilde daarom niet in de volgende regering stappen. Na algemeen aandringen van prominente partijgenoten besloot Devèze evenwel om nog even aan te blijven als minister. Pas zodra het parlement de verlenging van de dienstplicht naar 12 maanden zou goedkeuren, zou Devèze zich terugtrekken uit de regering.

### Formateur Georges Theunis (28 juni - 29 juni 1923)
Nu de regeringscrisis zo goed als opgelost was, trok Theunis dezelfde dag nog naar het Paleis en verklaarde hij zich akkoord om de nieuwe regering samen te stellen. De volgende dag riep Theunis de ministers van de regering-Theunis bijeen om de verklaring te bespreken die hij in het parlement zou afleggen over de vernederlandsing van de Rijksuniversiteit Gent en de kwestie van de dienstplicht. De ministers gaven hun goedkeuring aan de verklaring en verklaarden zich allen bereid om deel uit te maken van de nieuwe regering. Daarom besliste koning Albert I dezelfde dag nog om het ontslag van de ministers in te trekken, waardoor de regering kon aanblijven en een doorstart kon maken als de regering-Theunis II.
Op 3 juli las Theunis in de Kamer en de Senaat de verklaring van de regering over de legerkwestie en de vernederlandsing van de Rijksuniversiteit Gent voor. Twee dagen later schonk de Kamer het vertrouwen aan de regering-Theunis II, in de Senaat werd geen vertrouwensstemming gehouden.

## Nasleep
De gedeeltelijke vernederlandsing van de Rijksuniversiteit Gent en de verlenging van de dienstplicht naar 12 maanden werden dezelfde maand nog goedgekeurd in het parlement. De kwestie leidde op 19 juli tot het uiteenvallen van de Katholieke Vlaamsche Kamergroep, waar de oudere, eerder gematigde leden als Aloys Van de Vyvere, Joris Helleputte en Prosper Poullet het compromis rond de Rijksuniversiteit Gent verdedigden als een eerste stap richting de volledige vernederlandsing van de universiteit en bereid waren om in te stemmen met de verlenging van de dienstplicht, terwijl de jongere leden rond voorzitter Frans Van Cauwelaert vonden dat de Vlaamsgezinde katholieken te weinig toegevingen hadden gekregen om te kunnen in te stemmen met de dienstplichtkwestie. De meerderheid van de Kamergroep schaarde zich achter de verlenging van de dienstplicht, waardoor Van Cauwelaert ontslag nam als voorzitter van de groep en die uit elkaar viel. Pas na de verkiezingen van 1925 werd de Katholieke Vlaamsche Kamergroep nieuw leven ingeblazen.
Na de publicatie van de wet rond de verlenging van de dienstplicht in het Staatsblad nam Albert Devèze (liberaal), zoals aangekondigd tijdens de regeringsvorming, op 6 augustus 1923 ontslag als minister van Landsverdediging. Dezelfde dag nog werd hij opgevolgd door zijn partijgenoot Pierre Forthomme.
1919 · 1920 · 1921 · 1923 · 1924 · 1925 · 1926 · 1927 · 1929 · 1931 · mei 1932 · okt. 1932 · dec. 1932 · jun. 1934 · nov. 1934 · 1935 · 1936 · 1937 · 1938 ·  feb. 1939 · apr. 1939 · 1940 · 1944 · 1945 · feb-mrt 1946 · jul-aug 1946 · 1947 · 1948 · 1949 · jun 1950 · aug 1950 · 1952 · 1954 · jun. 1958 · nov. 1958 · 1961 · 1965 · 1966 · 1968 · 1971/72  · 1972/73 · 1974 · 1977 · 1978 · 1978/79 · apr.-mei 1980 · okt. 1980 · apr. 1981 · nov.-dec. 1981 · 1985 · oktober 1987 · 1987/88 · 1991/92 · 1995 · 1999 · 2003 · 2007 · 2008 · 2010/11 · 2014 · 2019/20 · 2024/25